# Ioan Ciurea
Ioan Ciurea (n. 13/26 aprilie 1878, Fălticeni - d. 20 martie 1944, București) a fost un medic veterinar și parazitolog român, membru corespondent al Academiei Române în anul 1927.

## Biografie
Ioan Ciurea s-a născut la data de 13/26 aprilie 1878 în orașul Fălticeni. După absolvirea cursurilor primare și secundare în orașul natal, a studiat la Școala Superioară de Medicină Veterinară din București (1896-1901), obținând titlul de medic veterinar în 1902. A urmat apoi studii de perfecționare la Berlin și Königsberg (1910-1912), avându-i ca profesori pe Ostertag și Max Braun.
După absolvirea studiilor, a lucrat ca medic veterinar la CFR Craiova (1902-1905), apoi, prin concurs, la Abatorul din Piatra Neamț (1905-1910). Revenit în țară în anul 1912, și-a reluat postul la Abator, continuându-și munca de cercetare începută în Germania. 
În anul 1919, Ioan Ciurea a înființat Catedra de Parazitologie și inspecția alimentelor de la Facultatea de Medicină Veterinară din București, ocupând prin concurs postul de conferențiar, apoi din 1922 pe cel de profesor universitar. El a organizat cursuri și seminarii practice în Laboratorul de Parazitologie, fondând primul Laborator de cercetări experimentale pentru studiul viermilor care, în stare larvară, se găsesc la pești, iar în stare adultă la om, mamifere și păsări. În acest timp a descoperit cistecercul de Taenia saginata în carnea vitelor tăiate, a semnalat Trichinella spiralis la pisică, Spiroptera sexalata la porc ș.a. A descoperit ciclul biologic al unei serii întregi de trematode și o serie de noi specii. 
În paralel cu activitatea didactică, dr. Ciurea și-a reluat munca de cercetare, cu deosebire asupra trematodelor, pe care le-a studiat din punct de vedere sistematic și biologic, fiind printre primii care au aplicat metoda experimentală în parazitologie. A întemeiat unul dintre cele mai înzestrate muzee de ihtiologie din țară, colaborând aproape trei decenii cu Grigore Antipa, întemeietorul Muzeului Național de Științe ale Naturii din București. 
Acad. prof. dr. Ioan Ciurea a decedat la data de 20 martie 1944 în orașul București. În prezent, Școala cu cl. I-VIII Nr. 6 din municipiul Fălticeni poartă numele acad. Ioan Ciurea.

## Contribuții în domeniul parazitologiei
Dr. Ioan Ciurea a activat în domeniul parazitologiei, obținând rezultate originale prin aplicarea metodelor experimentale. A efectuat studii de anatomie patologică la vacă și găină (1908), ocupându-se de bacteriile paratifice, de nematodele parazite la pisică și porc, dar mai ales de trematodele transmise prin alimentația cu pește la mamifere, om și păsări (1911-1916). Consacrarea sa pe plan internațional se datorează descoperirii la pești a metacercarului infestant de Opistorchis felineus și reproducerea experimentală a dezvoltării lui la animale domestice, corectând eroarea renumitului parazitolog elvețian E. Askenazy.
A studiat, împreună cu G. Dinulescu, epidemiologia invaziilor muștei columbace (Simulium colombaschense) (1924), clarificând probleme parazitologice variate, dezvoltând însă cu precădere activități taxonomice ecologice și experimentale de helmintologie. 
Ca membru în Consiliul de Administrație al pescăriilor statului (1929-1931), dr. Ciurea s-a aplecat asupra studiului infestării cu trematode prin consumarea de pește din bălțile și Delta Dunării sau din lagunele Mării Negre. El a demonstrat că peștii de apă dulce și cei de apă marină constituie o puternică sursă de infestare cu trematode variate nu numai pentru păsările ihtiofahe, dar și pentru animalele domestice și om (1924-1934).
De asemenea, a descoperit un nou echinostomid la porc, a stabilit în familia Strigeidae a două noi genuri, a evidențiat legătura existentă între familia Cryptogonimidae și Picrophallidae, a precizat gazdele metacercarilor printre pești etc. 

## Apartenența la societăți savante
Ca urmare a activității sale pe plan științific, prof. Ciurea a fost ales ca membru al mai multor institute academice naționale și internaționale și anume:
- membru corespondent al Academiei Române (6 iunie 1927)
- membru titular al Academiei de Medicină din România (1929)
- membru permanent în Comitetul Internațional de Parazitologie (ales la Congresul de la Padova din 1930)
- membru titular al Academiei "Leopoldina" din Halle (Germania) (1939), în locul rămas vacant prin moartea profesorului Gheorghe Marinescu
- membru al Societății de Hemintologie din Washington (1922)
- președintele Societății de biologie din Paris, filiala București, timp de mai mulți ani

## Decorații
- Semnul Onorific „Răsplata Muncii pentru 25 ani în Serviciul Statului” (13 octombrie 1941)[2]

## Lucrări publicate
Acad. prof. dr. Ioan Ciurea a publicat peste 30 de lucrări, aprofundând studiul peștilor ca gazdă intermediară pentru trematode, dintre care menționăm următoarele:
- Larvele de Diphyllobothrium latum la peștii din bălțile Dunării (1913);
- Prevenirea și combaterea muștei columbace (1924) ș.a.

De asemenea, articolele publicate de profesorul Ciurea în Revista de Medicină Tropicală și Parazitologie din Liverpool (Anglia), au fost recenzate în toată lumea. Ca urmare a recunoașterii internaționale dobândite, a fost solicitat de numeroși profesori din Europa și Asia pentru consultări în diverse probleme de parazitologie.